# A Kajmán-szigetek címere

A Kajmán-szigetek címere

A Kajmán-szigetek címere egy fehér és kék hullámos sávokból álló pajzs, felső részén egy vörös vízszintes sávval, amelyen a brit oroszlán látható. A hullámos mezőt három zöld csillag díszíti, ezek a három szigetet jelképezik. A pajzs felett egy teknős és egy ananász látható. A pajzs alatt, aranyszínű szalagon olvasható a terület mottója: „He hath founded it upon the seas” (A tengerre alapozta). A mondat Kolumbuszra utal, aki a szigetek felfedezője. A címert 1958. május 14-én adományozták a szigetnek.